# لودغر بيرباوم
لودغر بيرباوم (Ludger Beerbaum) هو لاعب أولمبي لرياضة الفروسية من ألمانيا. شارك في الأولمبياد الصيفي في 1988–2000، وفاز بما مجموعه 4 ميداليات.

## الميداليات
| ذهب | فضة | برونز | المجموع |
| 4   | 0   | 0     | 4       |

## روابط خارجية
- لودغر بيرباوم على موقع الاتحاد الدولي للفروسية (الإنجليزية)
- لودغر بيرباوم على موقع FEI (رابط بديل) (الإنجليزية)
- لودغر بيرباوم على موقع اللجنة الأولمبية الدولية (الإنجليزية)
- لودغر بيرباوم على موقع أوليمبيديا (الإنجليزية)
- لودغر بيرباوم على موقع اللجنة الأولمبية الألمانية (الألمانية)